# Hartă aeronautică

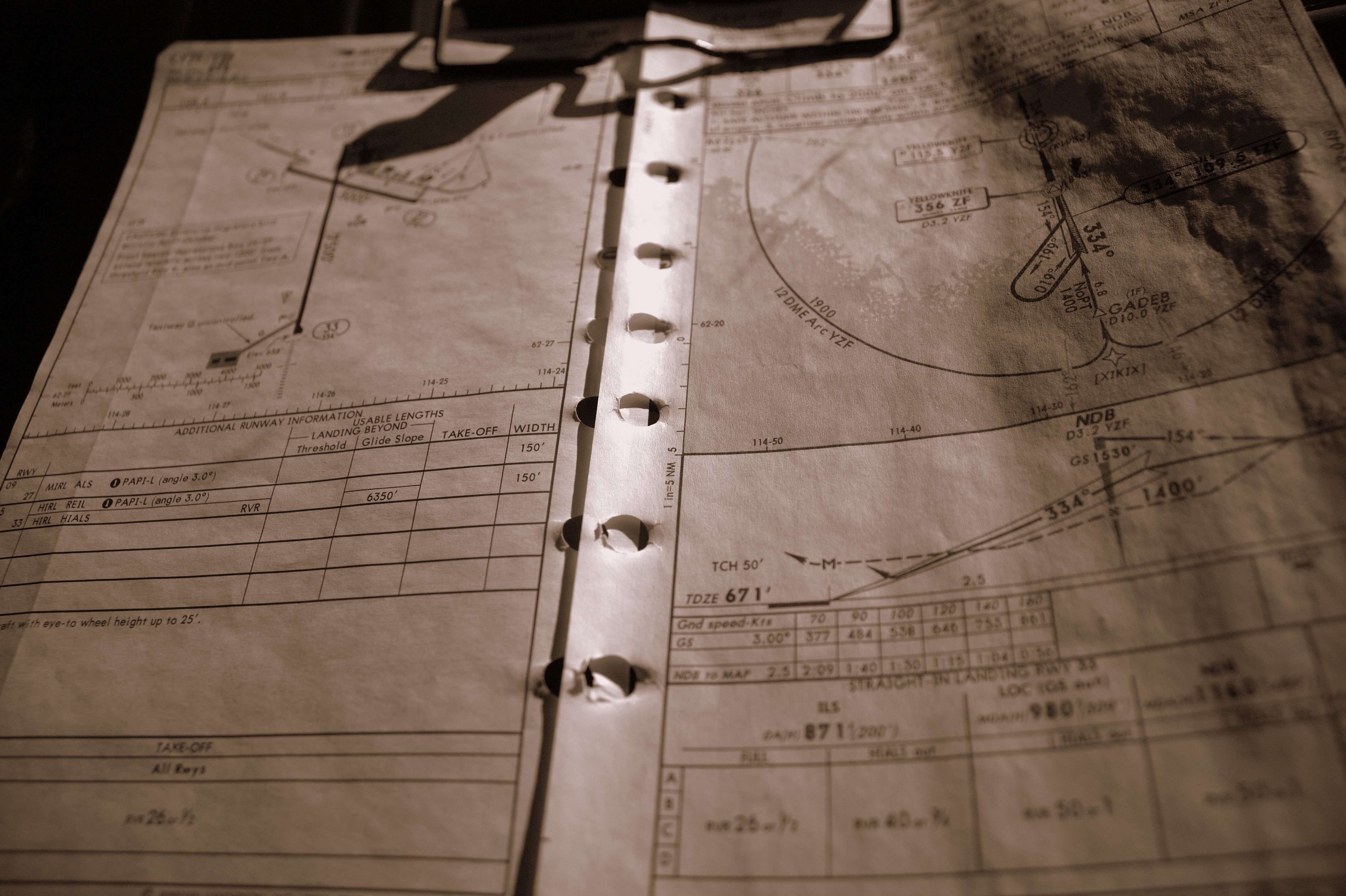
Hartă aeronautică a aeroportului Yellowknife.

Harta aeronautică este o reprezentare redusă la scară a unei suprafețe de teren, care conține în plus elemente specifice activității de zbor.
Fiind la baza pentru pregătirii și asigurării zborului, reprezintă un document de informare aeronautică, având rolul de a asigura, prin datele puse la dispoziția echipajului, reușita zborului ca realizare a sa în deplină securitate, ca încadrare în timp și ca realizare a economicității.
Hărțile aeronautice se clasifică după scop astfel:
- hărți de ansamblu: destinate pregătirii generale a traiectelor lungi;
- hărți de navigație: destinate pregătirii și desfășurării zborurilor pe diferite traiecte;
- hărțile regiunilor terminale de control: înfățișeză procedurile de zbor în zona aeroporturilor în vederea aterizării;
- hărți de aterizare: furnizează detalii de pe suprafața de manevră a aeroportului și ajută în faza finală la trecerea de la zborul instrumental la zborul la vedere;
- hărți de obstacole de aerodrom: permit stabilirea posibilităților de exploatare a diferitelor tipuri de aeronave, în funcție de obstacolele din jurul aeroportului;
- hărți de orientare pe aerodromuri cu suprafețe de manevră complexe: permit orientarea echipajului pe aerodromuri cu număr mare de piste și de instalații conexe;
- hărți cu profilul terenului: destinate apropierii de precizie, pentru piste dotate cu echipamente de aterizare după instrumente de categoria a II-a.

## Legături extene
- ro  Hărți aeronautice